# رشته‌کوه روشن
رشته‌کوه روشن (به لاتین: Rushan Range) یک رشته‌کوه در تاجیکستان است. رشته‌کوه روشن ۶٬۰۸۳ متر بالاتر از سطح دریا واقع شده‌است.